# Vojakovac
Vojakovac falu Horvátországban Kapronca-Kőrös megyében. Közigazgatásilag Kőröshöz tartozik.

## Fekvése
Kőröstől 6 km-re északkeletre fekszik.

## Története
Területe a középkorban a templomosok glogovnicai uradalmának része volt, majd a rend feloszlatása után a johanniták birtoka lett. A templomosok még 1175-ben kapták meg ezt a területet Prodan zágrábi püspöktől. Az adományt II. András király 1209-ben kelt oklevele is megerősíti. Miután a templomos rendet 1312-ben feloszlatták, minden birtokukat, így Glogovnicát is a johanniták foglalhatták el és a 15. századig a vránai johannita perjel igazgatása alá tartozott. A birtok központja a szomszédos Glogovnicaszentiván (a mai Ivanec Križevački) és annak Szent János tiszteletére szentelt temploma volt. 
A falunak 1857-ben 873, 1910-ben 658 lakosa volt. Trianonig Belovár-Kőrös vármegye Körösi járásához tartozott. 2001-ben 277 lakosa volt.

## Nevezetességei
Szent György tiszteletére szentelt ortodox temploma a 18. század közepén épült. Négyszögletes alaprajzú épület, hosszúkás, félköríves szentéllyel és a bejárat feletti háromemeletes harangtoronnyal. Belső tere csehsüvegboltozattal van fedve, széles boltövekkel, amelyek a sarkoknál épített erős pilasztereken nyugszanak. A homlokzatokat sekély pilaszterek, a harangtorony homlokzatát pedig, amelynek a meglévő hegyes sisak helyett barokk hagyma alakú toronysisakja volt, sekély vízszintes és függőleges párkányok tagolják. Az oldalbejárat felett két falazott oszlop által tartott nyeregtető található.

## Külső hivatkozások
Körös város hivatalos oldala